# Milon's Secret Castle
Milon's Secret Castle, conocido en Japón como Meikyū Kumikyoku: Milon no Daibōken (迷宮組曲 ミロンの大冒険 lit. "Suite del laberinto: La gran aventura de Milon"?), es un juego de acción-aventuras lanzado por Hudson Soft para Famicom (Japón) el 13 de noviembre de 1986, y para NES (Norteamérica) en septiembre de 1988.

## Apariciones de Milon
- DoReMi Fantasy: Milon no DokiDoki Daibōken (ドレミファンタジー ミロンのドキドキ大冒険?)
- Milon no Hoshizora Shabon (ミロンのほしぞらしゃぼん?)
- Milon no Hoshizora Shabon: Puzzle Kumikyoku
- Daimeikyū Kumikyoku (大迷宮組曲?)

### Cameos
- Star Soldier (1986)
- Super Bomberman 2 (1994)
- Same Game (1996)
- Saturn Bomberman (1996)
- Nikoli's Pencil Puzzle (2011)
- Pixel Puzzle Collection (2018)

### Otros Medios
- Famicom Rocky (1986)

## Curiosidades
- En el episodio #19 de GameCenter CX (conocido como "Retro Game Master" Fuera de Japón), Shinya Arino, el conductor del programa, jugó a través de juego de la versión Famicom y con éxito la sacó.